# Frederica von Stade
Frederica von Stade, född 1 juni 1945 i Somerville, New Jersey, är en amerikansk operasångerska (mezzosopran). Hon är specialiserad på bel canto-, Mozart- och franska 1800-talsoperor. Hon har blivit uppskattad för vacker röst, intelligenta och musikaliska tolkningar och briljant teknik.
von Stade har blivit belönad med Frankrikes högsta orden inom konsten som officer av Ordre des Arts et des Lettres samt 1983 en hedersutmärkelse från president Ronald Reagan i USA.